# Wladimir Alexandrowitsch Schatalow
Wladimir Alexandrowitsch Schatalow (russisch Владимир Александрович Шаталов, wiss. Transliteration Vladimir Aleksandrovič Šatalov; * 8. Dezember 1927 in Petropawlowsk, Kasachische ASSR, Russische SFSR, Sowjetunion; † 15. Juni 2021 in Moskau) war ein sowjetischer Kosmonaut.

## Leben

### Luftstreitkräfte
Nachdem Wladimir Schatalow die Hochschule der Luftstreitkräfte in Katschinsk 1949 erfolgreich abgeschlossen hatte, besuchte er die Militärakademie der Luftstreitkräfte in Monino, die er 1956 mit Auszeichnung verließ. Anschließend diente er in den sowjetischen Luftstreitkräften. Im Juni 1960 wurde er zum Militärpiloten erster Klasse ernannt, seit 7. Februar 1962 hatte er den Rang eines Oberstleutnants inne. Mit mehr als 2.500 Flugstunden war er also vor der Berufung in das Kosmonautenkorps ein sehr erfahrener Pilot mit Berechtigungen auf verschiedenen Flugzeugtypen, so hatte er bis auf die MiG-19 alle seit Beginn der 1950er Jahre gängigen Jagdflugzeuge von Mikojan-Gurewitsch, Suchoi sowie Jakowlew geflogen. Daneben besaß er auch Flugerfahrung auf den Transportmaschinen Il-14, Tu-104 und dem Hubschrauber Mil Mi-4.

### Kosmonautentätigkeit

#### Auswahl und Ausbildung
Im Laufe des Jahres 1962 durchlief Schatalow das Auswahlverfahren für die zweite militärische Gruppe der sowjetischen Kosmonauten. Am 8. Januar 1963 wurde er als Kosmonautenanwärter angenommen. Die Abschlussprüfung im Januar 1965 bestand er als einer der vier besten von den 15 Kandidaten.

#### Ersatz: Woschod 3
Ab März 1965 trainierte Schatalow für das Kommando von Woschod 3, mit dem der Langzeitrekord von Wostok 5 von 5 auf 15 Tage verbessert werden sollte. Die Nominierung von Schatalow und Beregowoi als mögliche Woschod-Kommandanten stieß bei den Mitgliedern der ersten Kosmonautengruppe der Sowjetunion auf Widerstand, weil nicht jeder von ihnen einen Flug erhalten hatte. Der geplante Langzeitflug von Woschod 3 wurde immer wieder verschoben und letztlich nie durchgeführt.

#### Mondprogramm
Im Dezember 1966 wurden die Trainingsgruppen der sowjetischen Kosmonauten umorganisiert. Schatalow konnte sich Hoffnungen machen, Ersatz-Kommandant eines der ersten bemannten Flüge des neuen Sojus-Raumschiffes zu werden. Nach dem Absturz von Sojus 1 und dem Tod des Piloten Wladimir Komarow wurde das Projekt jedoch verzögert.

#### Ersatz: Sojus 3
Erst im Oktober 1968 fand mit Sojus 3 der nächste bemannte Raumflug statt, wieder mit nur einem Kosmonauten als Besatzung. Schatalow war für diese Mission als Ersatzmann für Beregowoi bestimmt worden.

#### Erster Flug: Sojus 4 und Kopplung mit Sojus 5
Im Januar 1969 kam Schatalow zu seinem ersten Raumflug, er war als Besatzung des Raumschiffs Sojus 4 nominiert worden. Als Rufzeichen hatte Schatalow den Fluss Amur gewählt.
Der erste Startversuch am 13. Januar wurde wegen zu niedriger Temperaturen (−24 °C) abgebrochen. Allerdings gelang der Start am Tag darauf. Wieder einen Tag später startete Sojus 5 mit drei Mann Besatzung. Nach einem Rendezvous in der Erdumlaufbahn steuerte Schatalow sein Raumschiff zur ersten Kopplung zweier bemannter Raumfahrzeuge. Eine weitere Erstleistung war das Umsteigen von Jelissejew und Chrunow von Sojus 5 zu Sojus 4. Somit landete Sojus 4 mit drei Mann Besatzung an Bord. Trotz der Kälte von −30 °C und 60 bis 80 cm Schnee hatten die Landesysteme gut funktioniert.
Dies war die erste wirklich fehlerlose Mission im Sojus-Programm. Schatalow hatte im Gegensatz zu Beregowoi bei Sojus 3 eine makellose Leistung gezeigt. Alle Manöver hatte er mit minimalem Treibstoffverbrauch durchgeführt.
Während dieses Fluges hatte er eine PENTACON super mit an Bord.

#### Zweiter Flug: Gruppenflug von Sojus 6/7/8
Nach dem erfolgreichen Doppelflug von Sojus 4 und Sojus 5 war ein Gruppenflug mit Sojus 6, Sojus 7 und Sojus 8 geplant. Sojus 7 und Sojus 8 sollten koppeln. Im Unterschied zu Sojus 4/5 war kein Umstieg geplant. Neu war, dass das Kopplungsmanöver von dem dritten Raumschiff Sojus 6 aus gefilmt werden sollte.
Da der ursprünglich vorgesehene Nikolajew im Training nicht überzeugte, rückte Schatalow im August 1969 nach und wurde im September als Kommandant von Sojus 8 nominiert. Als Bordingenieur wurde ihm Alexei Jelissejew zugeteilt, mit dem er bereits bei Sojus 4/5 zusammengearbeitet hatte.
Schatalow kam als zweiter Kosmonaut nach Komarow zu seinem zweiten Raumflug als Kommandant. Im Gegensatz zu Komarow benutzte er bei seinem zweiten Flug ein anderes Rufzeichen als beim ersten: Granit. Schatalow wurde Kommandant des Raumschiffverbands und außerdem Ersatzkommandant von Sojus 6 und Sojus 7.
Schatalow sprach sich während der Vorbereitung für einen manuellen Anflug aus, um Treibstoff zu sparen. Er konnte seine Haltung nicht durchsetzen, der Anflug sollte automatisch gesteuert sein.
Schatalow und Jelissejew starteten am 13. Oktober 1969 mit Sojus 8, als Sojus 6 und Sojus 7 bereits im All waren. Das Rendezvous verlief zunächst problemlos, doch als ihr Raumschiff nur noch 1 km von Sojus 7 entfernt war, versagte das Annäherungssystem Igla. Da keine Anhaltspunkte über Entfernung und Bewegung der Raumschiffe vorlagen, war eine Annäherung per Handsteuerung schwierig und riskant. Schatalow unternahm zwischen dem 14. und dem 16. Oktober mehrere Versuche, eine Kopplung zu erreichen, blieb aber erfolglos.
Nach der Landung am 16. Oktober war Schatalow mit knapp 8 Tagen im All der erfahrenste Kosmonaut, jedoch hatten 16 US-Astronauten mehr Flugzeit aufzuweisen.

#### Dritter Flug: Sojus 10
Als das Rennen zum Mond zugunsten der USA entschieden war, konzentrierte sich die Sowjetunion auf Raumstationen in der Erdumlaufbahn. Das erste Exemplar hierfür war Saljut 1.
Schatalow war seit April 1970 als Kommandant einer Saljut-Besatzung vorgesehen, seine Flugingenieure waren Pazajew und Wolkow. Im Februar 1971 rückte Schatalow als Kommandant der ersten Mannschaft nach. Er ersetzte Schonin, der durch seine Alkoholprobleme nicht mehr tragbar war. Im Gegensatz zur sonstigen Praxis wurde nicht die gesamte Mannschaft ausgetauscht, so dass Schatalow Schonins Bordingenieure Jelissejew und Nikolai Rukawischnikow übernahm. Somit war Schatalow zum dritten Mal zu einer Mission zusammen mit Jelissejew eingeteilt.
Schatalow, Jelissejew und Rukawischnikow starteten mit dem Raumschiff Sojus 10 am 22. April 1971 zur Raumstation Saljut 1, die schon seit drei Tagen im All war. Das Rendezvous mit der Raumstation erfolgte zunächst problemlos, doch dann versagte das automatische Annäherungssystem erneut. Dieses Mal konnten die Kosmonauten auf die Handsteuerung zurückgreifen, und Schatalow führte die erste Kopplung eines Raumschiffes an eine Raumstation durch.
Weil die Kosmonauten keine Instrumentenunterstützung zur Ermittlung der Position und Annäherungsgeschwindigkeit hatten, erfolgte die Kopplung jedoch nicht im richtigen Winkel. Ein Umsteigen in die Raumstation durch die Luke war nicht möglich, und die Abkopplung war erst nach mehreren Versuchen erfolgreich. Aufgrund der Umlaufbahn war in diesen Tagen eine Landung in der Sowjetunion nur nachts möglich, so dass erwogen wurde, auf einem anderen Kontinent niederzugehen. Schatalow konnte die Flugleitung jedoch überzeugen, dass die Ausrichtung des Raumschiffs trotzdem korrekt möglich sei. Die Landung erfolgte am 24. April 1971 um 23.40 Uhr GMT, 25. April Ortszeit, kurz vor Sonnenaufgang.
Für Schatalow und Jelissejew war dies jeweils der dritte Flug, und das innerhalb von nur zwei Jahren. Bei Sojus 4 und Sojus 5 waren sie getrennt gestartet und gemeinsam gelandet, und den Flug von Sojus 8 hatten sie gemeinsam durchgeführt. Die sowjetische Raumfahrt verfügte über eine wesentlich größere Auswahl an Raumfahrern, und so war es selten, dass Kosmonauten mehrfach zum Einsatz kamen. Erst 1978 sollte mit Pjotr Klimuk ein weiterer Kosmonaut zum dritten Raumflug kommen.

### Nach den Raumflügen
Nach seiner Rückkehr versuchte Schatalow, mehr Einfluss auf die Ausbildung und Auswahl der Kosmonauten zu erhalten. Sein Ziel war es, Stellvertreter von Nikolai Kamanin zu werden, wozu er am 25. Juni 1971, während des Fluges von Sojus 11, ernannt wurde. Als die Sojus-Mannschaft bei der Rückkehr ums Leben kam, trat Kamanin am 8. Juli 1971 zurück und übertrug seine Funktion an Schatalow.
Ab 3. Januar 1987 wurde Schatalow als Nachfolger von Georgi Beregowoi Leiter des Juri-Gagarin-Kosmonautentrainingszentrums. Diese Funktion hatte er bis zum 19. September 1991 inne. Am 21. Mai 1992 schied Wladimir Schatalow im Rang eines Generalleutnants der Luftwaffe aus dem aktiven Militärdienst aus.

### Weitere Tätigkeiten
Von 1971 bis 1991 war Schatalow Mitglied der sowjetischen Staatskommission für bemannte Raumfahrt. Er ist Autor und Co-Autor mehrerer Raumfahrt-Bücher.

## Ehrungen (Auswahl)
- Zweifacher Held der Sowjetunion: 22. Januar 1969 und 22. Oktober 1969
- Dreifacher Träger des Leninordens: 22. Januar 1969, 30. April 1971 und 15. Januar 1976
- Fliegerkosmonaut der Sowjetunion (1969)
- Staatspreis der UdSSR (1971)
- Orden der Oktoberrevolution (1982)

Außerdem erhielt Schatalow weitere Auszeichnungen aus Bulgarien, der DDR, Kuba, der Mongolei, Österreich, Syrien, der Tschechoslowakei und Vietnam.
Der Krater Shatalov auf der Mondrückseite ist nach ihm benannt.

## Privates
Schatalow war verheiratet und hatte zwei Kinder. Schatalow war zum Zeitpunkt seines Todes mit 93 Jahren und 6 Monaten der älteste noch lebende Raumfahrer.